# Marsz–5
Marsz–5 a szovjet Marsz-program második generációjának Mars űrszondája. Az M–73SZ típusú űrszondát az NPO Lavocskin vállalat fejlesztette ki és építette meg.

## Küldetés
A második generációs űrszondát 1973. július 25-én egy háromfokozatú Proton hordozórakétával a bajkonuri űrrepülőtérről indították Föld körüli parkolópályára, majd egy gyorsítófokozattal irányították a Mars felé. Automatikus pályakorrekciót hajtott végre. 1974. február 12-ig 202 napon át repült a céljáig. Az orbitális egység pályája 18 órás elliptikus pálya, perigeuma 1760 kilométer, apogeuma 32 500 kilométer volt.

## Jellemzői
Feladata, méretei, műszerezettsége megegyezett ikertestvérével, a Marsz–4 űrszondával. Repülés közben mérte a kozmikus gamma-sugárzást, a napszelet, az interplanetáris mágneses teret és a meteoráramok jelenlétét. Leszállóegység nélküli kutató űrszonda volt. Keringési pályáról a Mars-bolygó felszínét és környezetét vizsgálta. Feladata volt még az érkező Marsz–6, Marsz–7 szondákkal hírkapcsolat létesítése.
Az orbitális egység műszerparkját képezte:
- IR-radiométer – a 8-26 mikrométer tartományba eső infravörös sugárzás mérésére.
- IR-fotométer – a 2 mikrométeres infravörös szén-dioxid-elnyelési sáv erősségének mérésére.
- Fotométer a látható tartományra (320-900 nm) a felszín és a légkör igen szűk fénytartománybeli fényvisszaverő képességének mérésére.
- Páratartalom-mérő berendezés az 1,38 mikrométeres színképvonalban történő vízpáraelnyelés alapján.
- Rádióteleszkóp a felszín és a 3,5 centiméter vastag felszíni réteg rádiófényességi hőmérsékletének mérésére.
- UV-fotométer a 121,5 nanométeres Lyman-alfa vonalban történő ultraibolya fényszórás vizsgálatára.
- Két fotótelevíziós kamera különböző fókuszos fényképezésre.
- Két koherens monokromatikus rádióadó 8 és 32 centiméteren a légkör rádiószondázására.
- IR-spektrométer 2-5 mikrométerre.
- UV-fotométer a 260 nanométerre, az ózontartalom méréséhez.
- Két polariméter, amely 350-800 nanométer tartományban a felszíni talajréteg szerkezetét és a légkör aeroszoltartalmát vizsgálta.
- Gamma-spektrométer a talaj összetételének vizsgálatára.
- Magnetométer.
- Plazmacsapdák.
- Sokcsatornás elektrosztatikus analizátor.
- Optikai-mechanikai letapogató rendszerű tv-felvevő kamera.